# Nederland 20

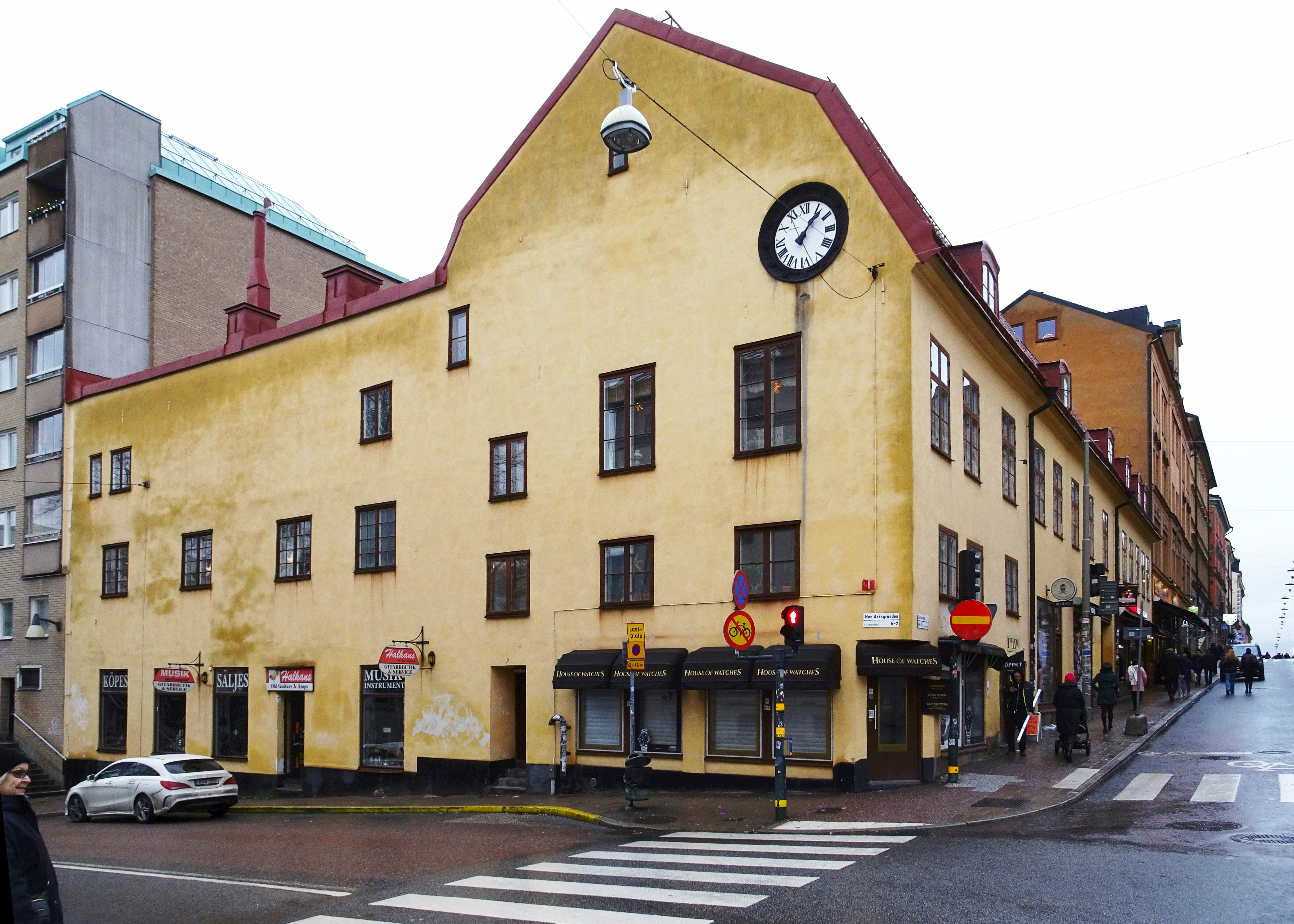
Kvarteret Nederland i hörnet Götgatan / Noe Arksgränden, 2018.

Nederland 20 är en kulturhistoriskt värdefull fastighet på kvarteret Nederland i hörnet Götgatan 46 /  Noe Arksgränden 2 på Södermalm i Stockholm. Kvarterets bebyggelse härrör från 1700-talet och är ett bra exempel på en välbevarad hantverksgård från den tiden. Enligt Stadskollegiets utlåtande (Bihang N:o 3, 1940) är huset även en gammal malmgård. Fastigheten ägs och förvaltas av AB Stadsholmen och är blåmärkt av Stadsmuseet i Stockholm vilket innebär "att bebyggelsen bedöms ha synnerligen höga kulturhistoriska värden".

## Historik

### 1600- till 1800-talen

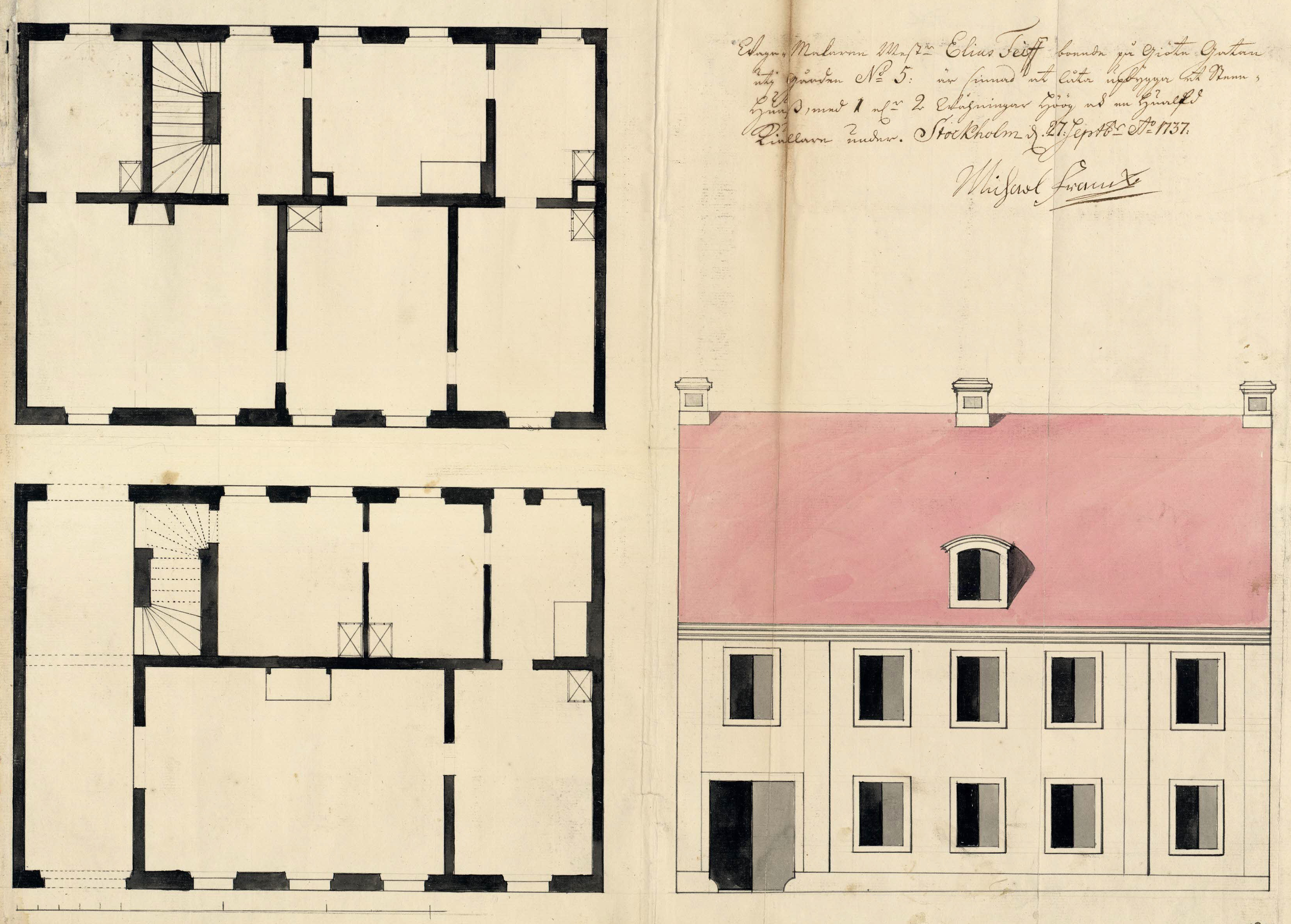
Fasadritning från 1737.

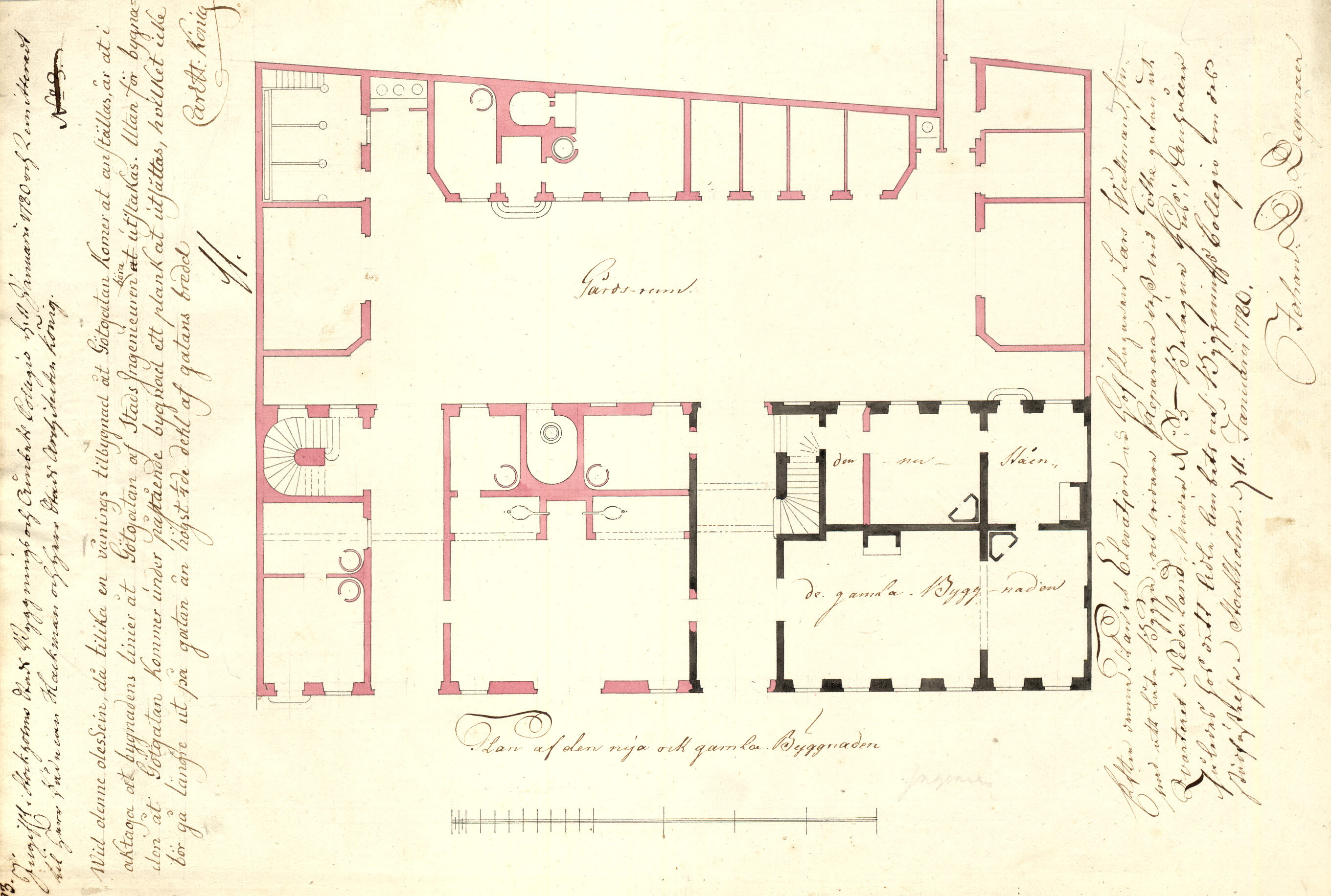
Planritning från 1788.

På platsen fanns ett timmerhus som omnämns redan på 1600-talets mitt. 1706 såldes tomten med trähuset till vagnmakaren Johan Rundbom. Efter hans död övertogs egendomen av änkan Margaretha och efter henne ärvdes tomten av sonen Elias Feiff. Även han var vagnmakare och lät bygga det första stenhuset i kvarteret. Enligt den bevarade bygglovsritningen från 27 september 1737, som är signerad av murmästaren Mikael Franck, rörde det sig om en tvåvånings byggnad, fem fönsteraxlar bred under ett sadeltak. Bara en våning utfördes och källaren, på vinden fanns två kammare och i bottenvåningen låg vagnmakarverkstad, sal, kammare, kök samt inkörsport till gården. På tomten låg även stall, bagarstuga och några bodar.
År 1771 såldes egendomen till hovslagarmästaren Lars Wickman som lät mellan 1780 och 1790 bygga om fastigheten som i stort sett fick dagens utseende. Hans nya stenhus sträckte sig längs med hela tomtgränsen mot Götgatan. Även ritningar för denna om- och tillbyggnaden är bevarade och upprättades av slottsmurmästaren Johan Daniel Degenaer samt godkändes av dåvarande stadsarkitekt Carl Henrik König 1780 respektive 1788. 
Volymen mot Götgatan fick två våningar, en längd av 14 fönsteraxlar och två körportar in till bakgården, allt under ett brutet sadeltak. Stenhuset från 1737 ingår i norra delen av längan mot Götgatan. Hela tomten var nu kringbyggd med bostäder (mot gatan), kök, verkstäder, stall och förråd (mot gården). År 1790 stod anläggningen färdig och blev arbetsplats för hovslagare, sadelmakare och vagnmakare. 1802 sålde Wickman hela anläggningen till en av sina sadelmakare.
I början av 1800-talet växte litografen och tecknaren Carl Johan Billmark upp här och mellan 1825 och 1838 hade Apoteket Fenix sina lokaler i huset innan det flyttade lite längre upp till Götgatan 40. Fastigheten förvärvades 1840 av kopparslagaråldermannen Anders Isaak Löfgren som lät genomföra en större renovering av bebyggelsen. Bostadsrummen hade kakelugnar, papperstapeter, smyg- och bröstpaneler, mittelbandslister, pardörrar och gipsade tak. I gathusets bottenvåning låg en smedja, ett brunnshus och en salubod. 
År 1852 gick fastigheten till klensmeden Anders Johan Wickman som också byggde till och om. Under 1800-talets senare del inreddes butikslokaler mot Götgatan. Nästa ägare blev smeden J.L. Hallberg som 1887 flyttade in och byggde en smedja i södra flygeln. Verksamheten drevs i tre generationer en bit in i 1900-talet. Med smeden Wickmans sonson Frans upphörde hantverksaktiviteterna i kvarteret.

### 1900-talet

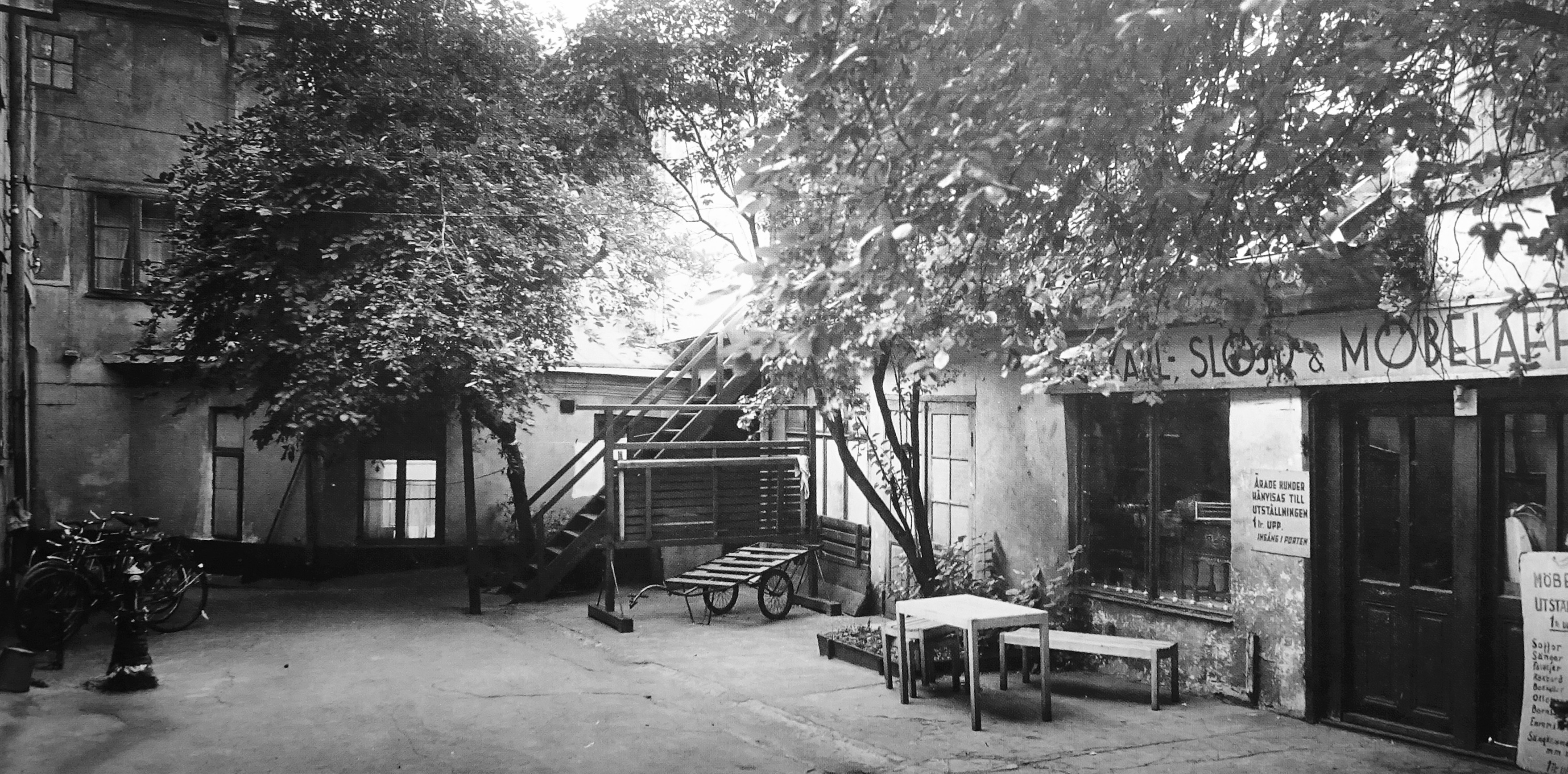
Innergården på 1950-talet.

Redan 1896 hade fastigheten förvärvats av grosshandlaren Osvald Sigfrid Engström (1860–1955) och dennes yngre bror urmakaren Robert Edvard Engström (1864–1927). Den senare lät sätta upp den fortfarande existerande karakteristiska klockan på gaveln mot dåvarande Bangårdsgatan (nuvarande Noe Arksgränden). På ett fotografi från 1920-talet framgår att det stod Engström på gaveln och vidare Specialité  guldur och pendyler. Under deras tid höjdes den södra flygeln med en tredje våning där en fotoateljé med stora fönster mot gården inrättades. Mot Bangårdsgatan öppnade även ett café runt sekelskiftet 1900. På 1920- till 1940-talen fanns bland annat Björlings linoleumaffär i huset med ingång från Götgatan. De hade en stor vertikal skylt med texten Korkmattor på fasaden.
Släkten Engström var ägare till gården fram till 1973 då den inköptes av Stockholms stad som planerade för rivning. Det fanns långt gångna planer på att göra Götgatans norra del till gågata och bebygga området i öster med bostadshus och i väster med höga kontors- och varuhus samt butikslängor (se Söder 67). En stark folkopinion motsatte sig dessa planer som därför aldrig genomfördes. Istället övertogs Nederland 20 i början av 1980-talet av AB Stadsholmen som i samarbete med Stockholms stadsmuseum renoverade fastigheten. För ritningarna stod Lundqvist & Bergkrantz arkitektkontor.
Bottenvåningens lokaler har under årens gång hyrts av många olika affärsidkare. Här fanns exempelvis Södra hattmagasinet, Flint Johns möbler, Hildur Black garnaffär, Tryggve Ehrlings tobaksaffär, Hultin damfrisering och Södra antikmagasinet. 2018 ligger här bland annat restaurangen Hirschenkeller som har sina lokaler i ursprungshuset från 1737 och på hörnet finns House of Watches.

## Nutida bilder

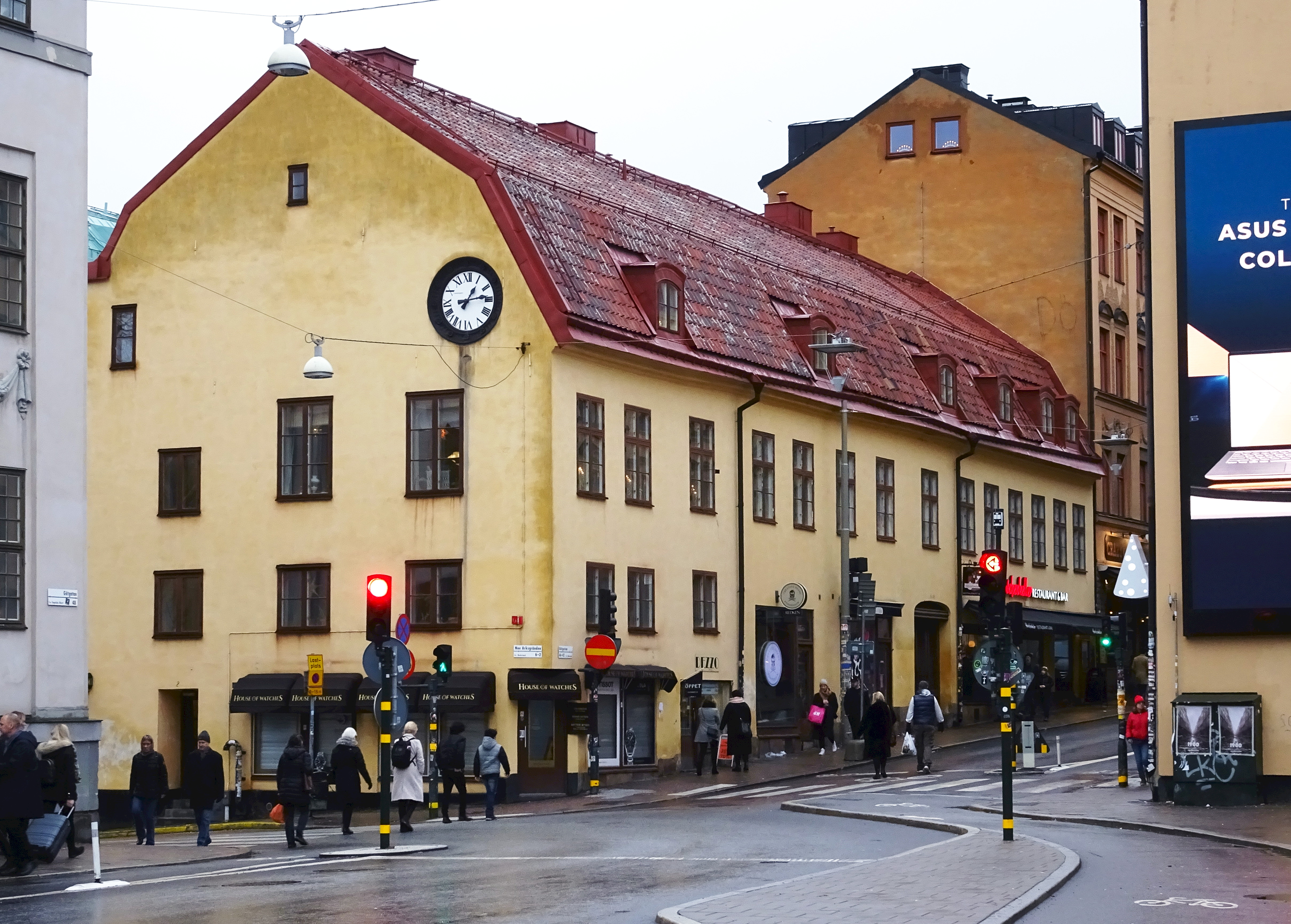
Vy från sydost med Lillienhoffska palatset till vänster.
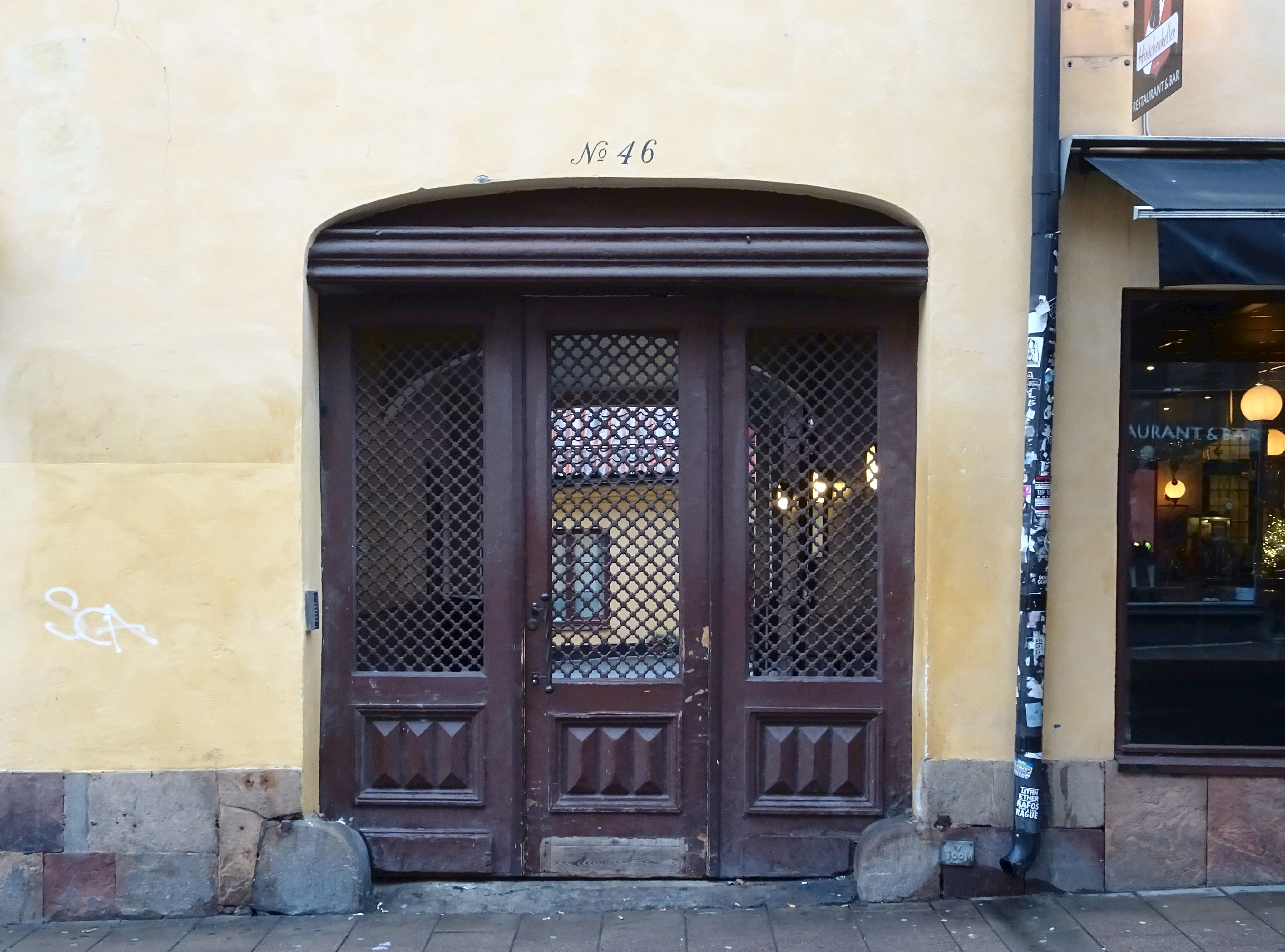
Portiken mot Götgatan.
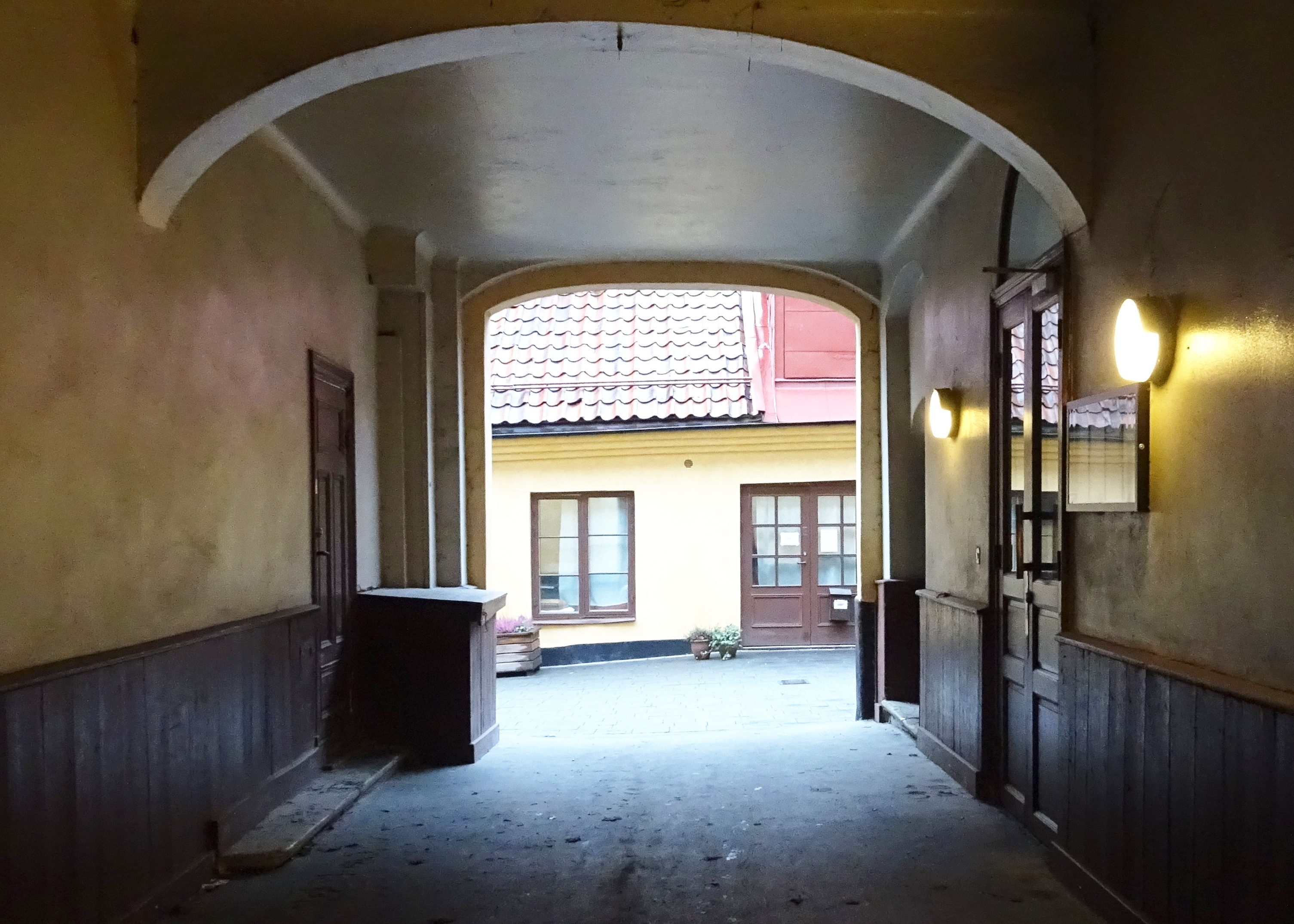
Kvarvarande körport till bakgården.
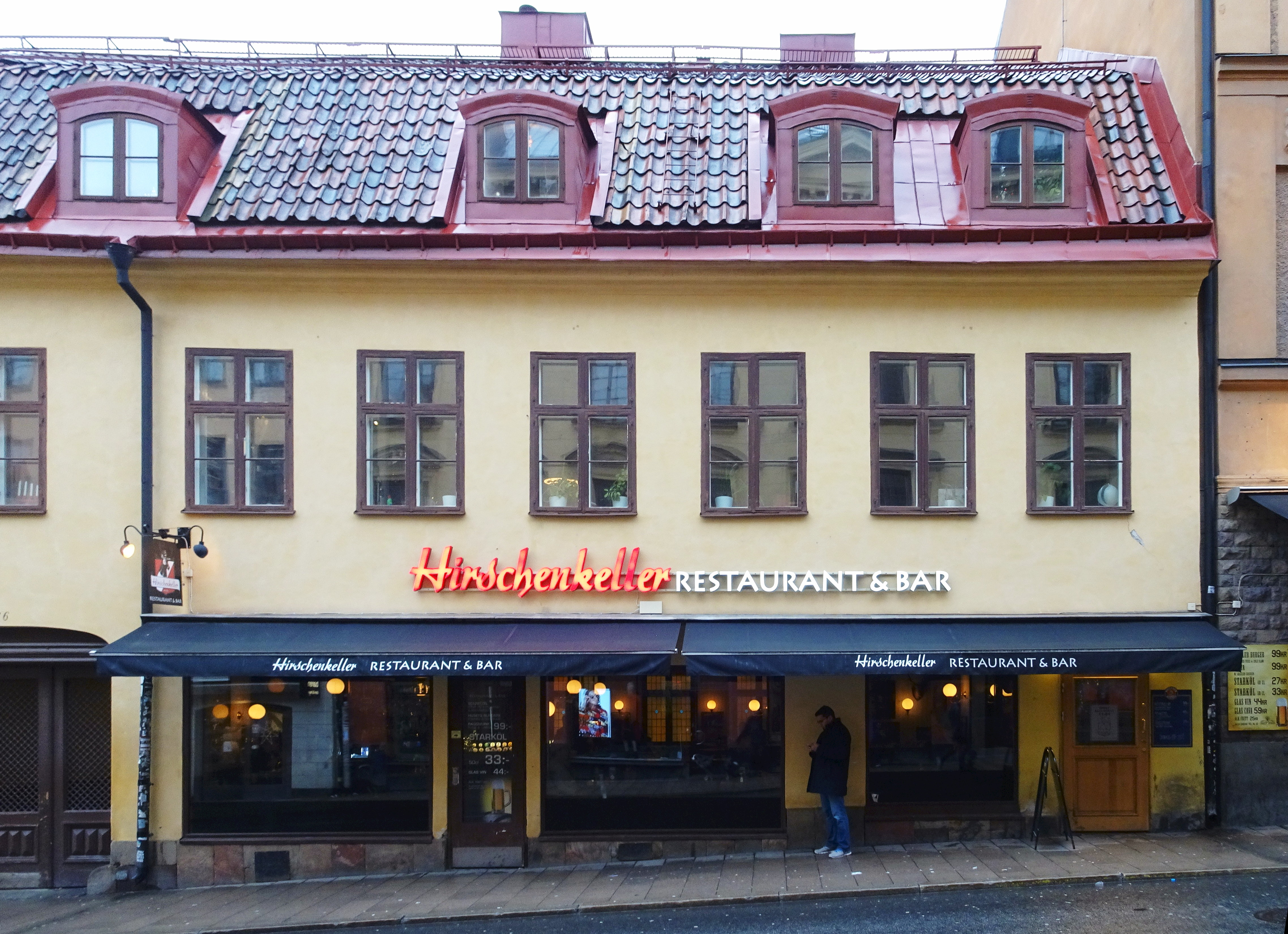
Ursprungshuset från 1737.
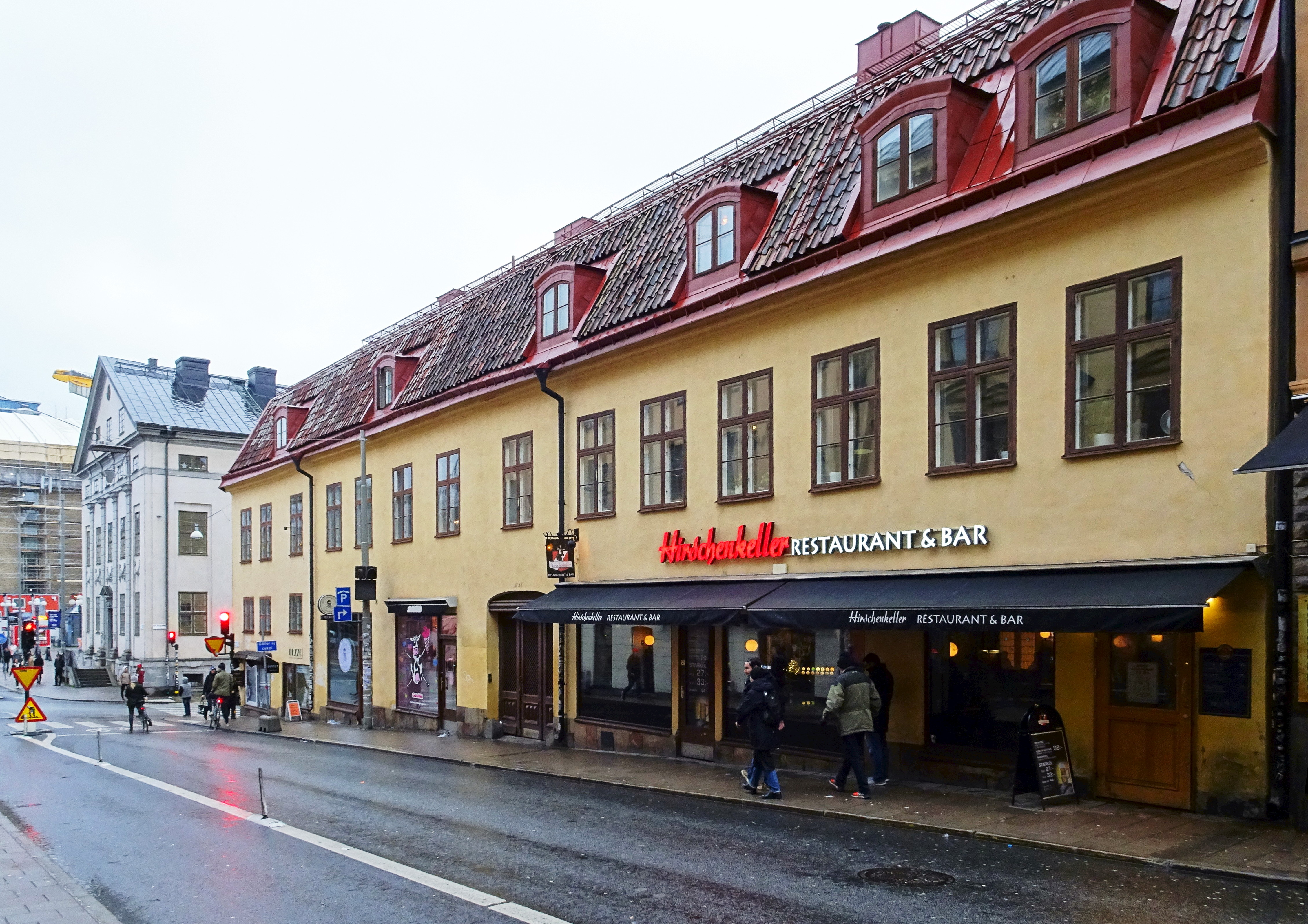
Vy från Götgatsbacken med Lillienhoffska palatset i bakgrunden.